# Кендіс Міллард
Кендіс Міллард (англ. Candice Sue Millard; нар. 1968) — американська письменниця і журналістка. Колишній редактор National Geographic. Перші дві книги Кендіс у жанрі історичного нон-фікш відразу ж потрапили до списку бестселерів видання The New York Times.

## Творчість
The River of Doubt: Theodore Roosevelt's Darkest Journey була написана у 2005 році. Ця книга розповідає про науково-дослідницьку експедицію до лісів Амазонки в 1913—1914 рр. У ній взяв участь американський політик і 26-ий президент США Теодор Рузвельт. З 19 учасників експедиції повернулося лише 16; сам Рузвельт був майже на межі смерті, адже через поранену ногу отримав зараження, і команда щодня боялася за його життя.
Друга книга Кендіс Destiny of the Republic: A Tale of Madness, Medicine and the Murder of a President вийшла друком 2011 року. У ній йдеться про 20-го президента США Джеймса Гарфілда. Цей герой Громадянської війни і конгресмен був обраний президентом проти власної волі. Через постійну боротьбу з корумпованою політичною системою США Гарфілда підстрелили зацікавлені в цьому особи. Однак куля не вбила його, а застрягла в тілі, постійно погіршуючи стан президента. Для того, щоб знайти й витягти кулю було віддано спеціальне доручення винахіднику Александеру Беллу — так він створив металошукач. Про цей заплутаний період в історії США Кендіс і розповідає у цій книзі.
Третя книга Кендіс «Герой імперії» (Hero of the Empire: The Boer War, a Daring Escape, and the Making of Winston Churchill) розповідає про юні роки Вінстона Черчилля. Під час Другої англо-бурської війни Черчилль працював кореспондентом і потрапив у полон до бурів. Саме перебуваючи в полоні в нього й з'явилися подальші політичні ідеї та плани, які зумовили становлення Черчилля як політика. Книга стала лідером серед історичної літератури 2016 року на ресурсі Amazon.